# Andy Blair
Andrew Blair (Kirkcaldy, 18 dicembre 1959) è un ex calciatore scozzese, di ruolo centrocampista.

## Palmarès

### Club
- Coppa dei Campioni: 1

Aston Villa: 1981-1982
- Supercoppa UEFA: 1

Aston Villa: 1982